# 기타큐슈 은행
기타큐슈 은행(北九州銀行 기타큐슈긴코[*])은 일본의 지방은행이다.